# Парламентские выборы в Израиле (1969)
Парламентские выборы в Израиле 1969 года состоялись 28 октября и стали седьмыми в истории Израиля. На них были избраны 120 членов Седьмого Кнессета. Явка избирателей составила 81,7 %. Правящий левоцентристский блок Маарах сохранил власть, получив наибольшее количество мест в истории Израиля (56 из 120). Это было обусловлено популярностью правительства после победы страны в Шестидневной войне и тем, что блок представлял из себя альянс четырёх наиболее популярных левых партий, которые на предыдущих выборах в 1965 году в совокупности получили 51 % голосов. В результате Голда Меир осталась премьер-министром.

## Предыстория
В 1968 году партии РАФИ, МАПАЙ и Ахдут ха-Авода объединились в Израильскую партию труда (Авода), в то же время Давид Бен-Гурион (РАФИ) предпочёл стать независимым депутатом. В январе 1969 года в Авода образовала альянс с МАПАМ, как и предыдущая колаиция левых названный Маарах (Союз). Новый альянс объединил 63 депутата — единственный случай в истории израильского парламента, когда одна фракция имела большинство в Кнессете. После смерти Леви Эшколя в феврале 1969 года 17 марта 1969 года Голда Меир из блока Маарах сформировала Четырнадцатое правительство Израиля, первая и пока единственная женщина-премьер-министр Израиля, что сделало Израиль одной из первых стран в мире, где правительство возглавила женщина. В новое правительство вошли министры от блока Маарах, а также от блока ГАХАЛ, Национально-религиозной партии, Независимых либералов, арабских партий «Прогресс и развитие» и «Сотрудничество и братство».
Другие изменения на политической сцене Израиля включали переход Изхара Харари из Партии независимых либералов во фракцию Маарах, выход четырёх депутатов Кнессета из ГАХАЛа и создание ими партии «Свободный центр» во главе с адвокатом Шмуэлем Тамиром, а также слияние партий «Прогресс и развитие» и «Сотрудничество и братство» в партию «Сотрудничество и развитие» (которая затем распалась на две первоначальные партии — Партию друзов и «Еврейско-арабское братство», каждая из которых имела по одному месту).

## Результаты
|                                                                  |                                            |                                   |           |        |         |       |       |  |
| Партия                                                           | Партия                                     | Лидер                             | Голоса    | Голоса | Голоса  | Места | Места |  |
| Партия                                                           | Партия                                     | Лидер                             | Голоса    | %      | ± п. п. | Места | ±     |  |
|                                                                  | Маарах                                     | Голда Меир                        | 632 035   | 46,21  | ▼ 5,06  | 56    | ▼ 7   |  |
|                                                                  | ГАХАЛ                                      | Менахем Бегин                     | 296 294   | 21,66  | ▲ 0,37  | 26    | ▬     |  |
|                                                                  | Национальная религиозная партия (НРП)      | Хаим Моше Шапира                  | 133 238   | 9,74   | ▲ 0,79  | 12    | ▲ 1   |  |
|                                                                  | Агудат Исраэль                             | Ицхак Меир Левин                  | 44 002    | 3,22   | ▼ 0,08  | 4     | ▬     |  |
|                                                                  | Партия независимых либералов               | Моше Коль                         | 43 933    | 3,21   | ▼ 0,54  | 5     | ▼ 1   |  |
|                                                                  | Национальный список                        | Давид Бен-Гурион                  | 42 654    | 3,12   | новая   | 4     | ▲ 4   |  |
|                                                                  | Новый коммунистический список (РАКАХ)      | Меир Вильнер                      | 38 827    | 2,84   | ▲ 0,57  | 3     | ▬     |  |
|                                                                  | Прогресс и Развитие                        | Сейф эль-Дин Эль-Зуаби            | 28 046    | 2,05   | ▲ 0,11  | 2     | ▬     |  |
|                                                                  | Поалей Агудат Исраэль                      | Калман Кахана                     | 24 968    | 1,83   | ▬       | 2     | ▬     |  |
|                                                                  | Шитух ве-Ахва                              | Дияб Обейд                        | 19 943    | 1,46   | ▲ 0,10  | 2     | ▬     |  |
|                                                                  | Этот Мир — Новая сила                      | Ури Авнери                        | 16 853    | 1,23   | ▲ 0,06  | 1     | ▲ 1   |  |
|                                                                  | Свободный центр                            | Шмуэль Тамир                      | 16 393    | 1,20   | новая   | 2     | ▲ 2   |  |
|                                                                  | Израильская коммунистическая партия (МАКИ) | Моше Снэ                          | 15 712    | 1,15   | ▲ 0,02  | 1     | ▼ 4   |  |
|                                                                  | Список земель Израиля                      | Авраам Йоффе                      | 7 591     | 0,56   | новая   | 0     | ▬     |  |
|                                                                  | Список мира                                |                                   | 5 138     | 0,38   | ▼ 0,08  | 0     | ▬     |  |
|                                                                  | Молодой Израиль                            |                                   | 2 116     | 0,15   | ▼ 0,01  | 0     | ▬     |  |
|                                                                  | Действительные голоса                      | Действительные голоса             | 1 367 743 | 95,78  | ▼ 1,17  |       |       |  |
|                                                                  | Недействительные голоса                    | Недействительные голоса           | 60 238    | 4,22   | ▲ 1,17  |       |       |  |
|                                                                  | Всего                                      | Всего                             | 1 427 981 | 100    |         | 120   | ▬     |  |
|                                                                  | Избирателей зарегистрировано/Явка          | Избирателей зарегистрировано/Явка | 1 748 710 | 81,66  | ▼ 4,20  |       |       |  |
| Источник: Официальный сайт Кнессета и Israel Democracy Institute |                                            |                                   |           |        |         |       |       |  |

## После выборов
Спикером Кнессета стал Реувен Баркат, депутат от блока Маарах.
15 декабря 1969 года Голда Меир из партии Партии труда сформировала пятнадцатое правительство национального единства, в которое помимо левых (Партия труда и МАПАМ) вошли ГАХАЛ, Национально-религиозная партия, Независимые либералы, партии «Прогресс и развитие» и «Сотрудничество и братство». ГАХАЛ вышел из коалиции 6 августа 1970 года после того, как правительство приняло план Роджерса, предложенный государственным секретарем США Уильямом П. Роджерсом для прекращения военных действий в арабо-израильском конфликте после Шестидневной войны и продолжающейся Войны на истощение.
Седьмой Кнессет был одним из самых стабильных: лишь три депутата Кнессета сменили партии, все в 1972 году. Меир Авизохар покинул Национальный список и в 1973 году присоединился к Маарах; Авнер Шаки вышел из Национально-религиозной партии и стал независимым депутатом; а Шалом Коэн ушёл из партии «Этот Мир — Новая сила».